# Bahnstrecke Falls–Gefrees
| Das Ölschnitztalviadukt bei Gefrees |                      |                        |                        |
| Streckennummer: | 5005                 |                        |                        |
| Kursbuchstrecke (DB): | 817                  |                        |                        |
| Kursbuchstrecke: | 418g (1946)          |                        |                        |
| Streckenlänge: | 5,3 km               |                        |                        |
| Spurweite: | 1435 mm (Normalspur) |                        |                        |
| Maximale Neigung: | 23,3 ‰               |                        |                        |
| Minimaler Radius: | 200 m                |                        |                        |
| Streckengeschwindigkeit: | 50 km/h              |                        |                        |
| |                      |                        |                        |
| \| \| \| von Bamberg \| \| \| \| 0,0 \| Falls \| 548 m \| \| \| \| nach Hof Hbf \| \| \| \| 2,4 \| Deckenbahnhof Streitau \| Deckenbahnhof Streitau \| \| \| 2,4 \| Bundesautobahn 9 \| Bundesautobahn 9 \| \| \| 2,6 \| Streitau \| 506 m \| \| \| 4,2 \| Ölschnitz-Viadukt \| 483 m \| \| \| 5,3 \| Gefrees \| 500 m \| |                      |                        |                        |
| Strecke |                      | von Bamberg            | von Bamberg            |
| ehemaliger Bahnhof | 0,0                  | Falls                  | 548 m                  |
| Abzweig ehemals geradeaus und nach links |                      | nach Hof Hbf           | nach Hof Hbf           |
| Abzweig geradeaus und von links (Strecke außer Betrieb) | 2,4                  | Deckenbahnhof Streitau | Deckenbahnhof Streitau |
| Strecke mit Straßenbrücke (Strecke außer Betrieb) | 2,4                  | Bundesautobahn 9       | Bundesautobahn 9       |
| Haltepunkt / Haltestelle (Strecke außer Betrieb) | 2,6                  | Streitau               | 506 m                  |
| Brücke über Wasserlauf (Strecke außer Betrieb) | 4,2                  | Ölschnitz-Viadukt      | 483 m                  |
| Kopfbahnhof Streckenende (Strecke außer Betrieb) | 5,3                  | Gefrees                | 500 m                  |

Die Bahnstrecke Falls–Gefrees war eine Nebenbahn in Bayern. Sie ist eine der ehemaligen Stichbahnen ins Fichtelgebirge und lag auf dem heutigen Gemeindegebiet der Stadt Gefrees.

## Geschichte

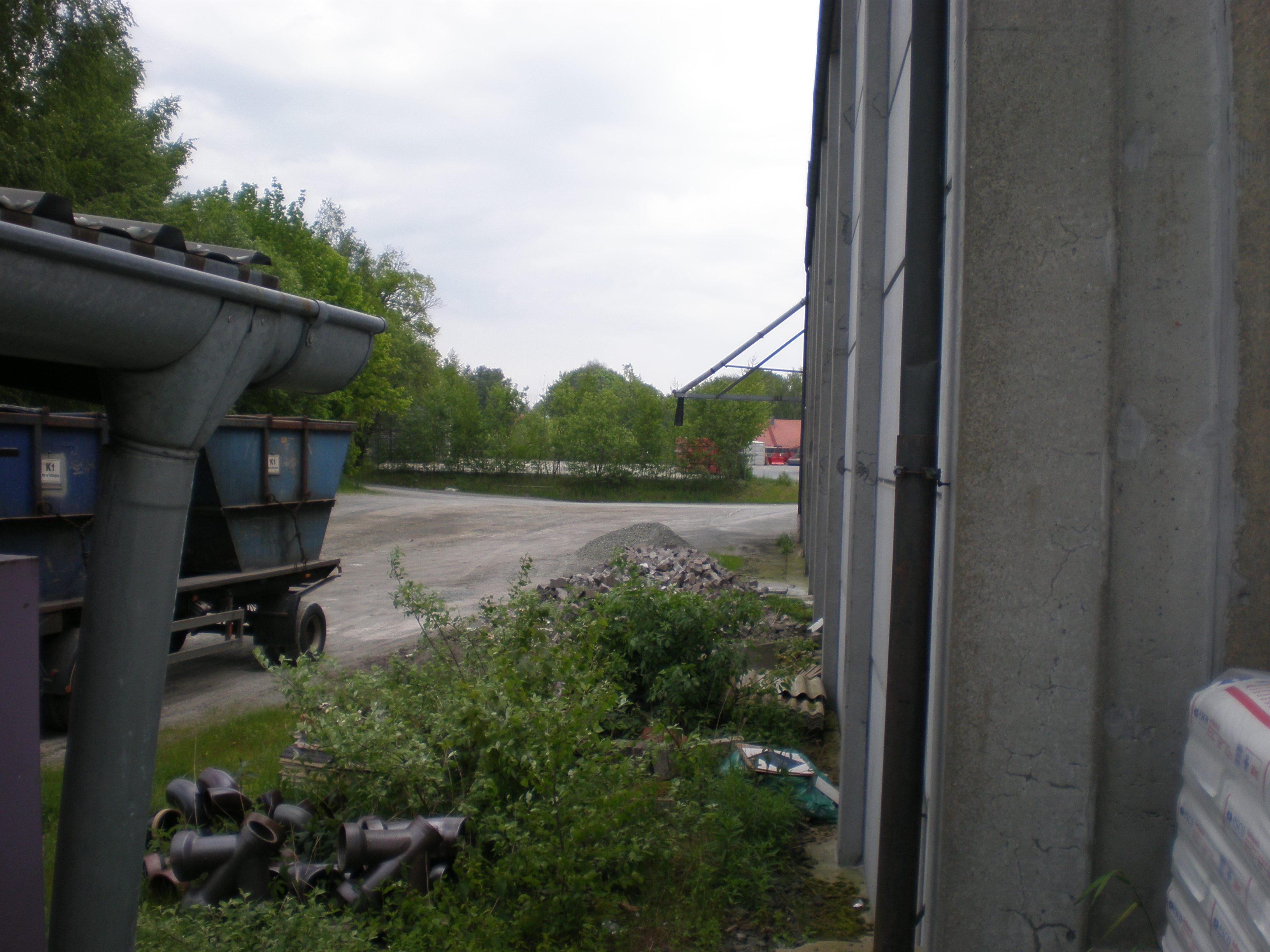
Das ehemalige Ladegleis der Raiffeisen in Gefrees

Bereits während des Baus der Ludwig-Süd-Nord-Bahn im Jahr 1848 rückte auch ein Streckenverlauf über Falls und Gefrees in den Blickpunkt. Dabei hätten Gefrees und Marktschorgast eine gemeinsame Station an der heutigen Autobahnausfahrt Marktschorgast erhalten. Bei Eröffnung des Abschnittes Neuenmarkt-Wirsberg–Hof der Ludwigsbahn am 1. November 1848 wurde Gefrees nicht berücksichtigt, 16 Jahre später aber die Station in Falls eingeweiht. Sie wurde 1873 in „Falls-Gefrees“ umbenannt. 1875 und erneut 1889 erfolgte wegen zunehmenden Verkehrsaufkommens auf der Strecke die Erweiterung der Ladehalle. Zwar hatten die Gefreeser damit eine Anbindung an das Eisenbahnnetz, doch konnte der Weg zur Station nur mit Kutschen zurückgelegt werden; folglich wurde bald eine eigene Haltestelle gefordert. Diverse Bittschriften verliefen bis zum 20. Jahrhundert im Sande und erst 1900 wurde der Bau der Strecke Falls–Gefrees von Prinzregent Luitpold genehmigt. Jeder Kilometer der Lokalbahn kostete rund 90.000 Mark. Nachdem am 20. März 1901 mit der Vermessung der Bahntrasse und der Grundstücke für die Wohnungen der Beamten begonnen worden war, fand am 1. April desselben Jahres der erste Spatenstich statt. Nach einer Bauzeit von knapp einem Dreivierteljahr konnte am 28. Februar 1902 der erste Zug von Falls nach Gefrees fahren. Den Arbeitern spendierte das Eisenbahnkomitee aus diesem Anlass ein Mittagessen. Am 1. Mai 1902 erhielt der Bahnhof in Falls seinen endgültigen Namen „Falls“. Einen Monat später fuhren erste Güterzüge und am 5. Juli konnte die Strecke offiziell eingeweiht werden.
Im Juni 1903 wurde in Falls ein Pulsometer installiert, um die Lokomotiven besser mit Frischwasser versorgen zu können. Eine zweite Anlage dieser Art entstand in der Gefreeser Lokremise. 
Bis auf einige Ausfälle von Fahrten in den Wintern 1929, 1941 und 1942 sind keine besonderen Zwischenfälle während der Betriebszeit der Bahn bekannt.

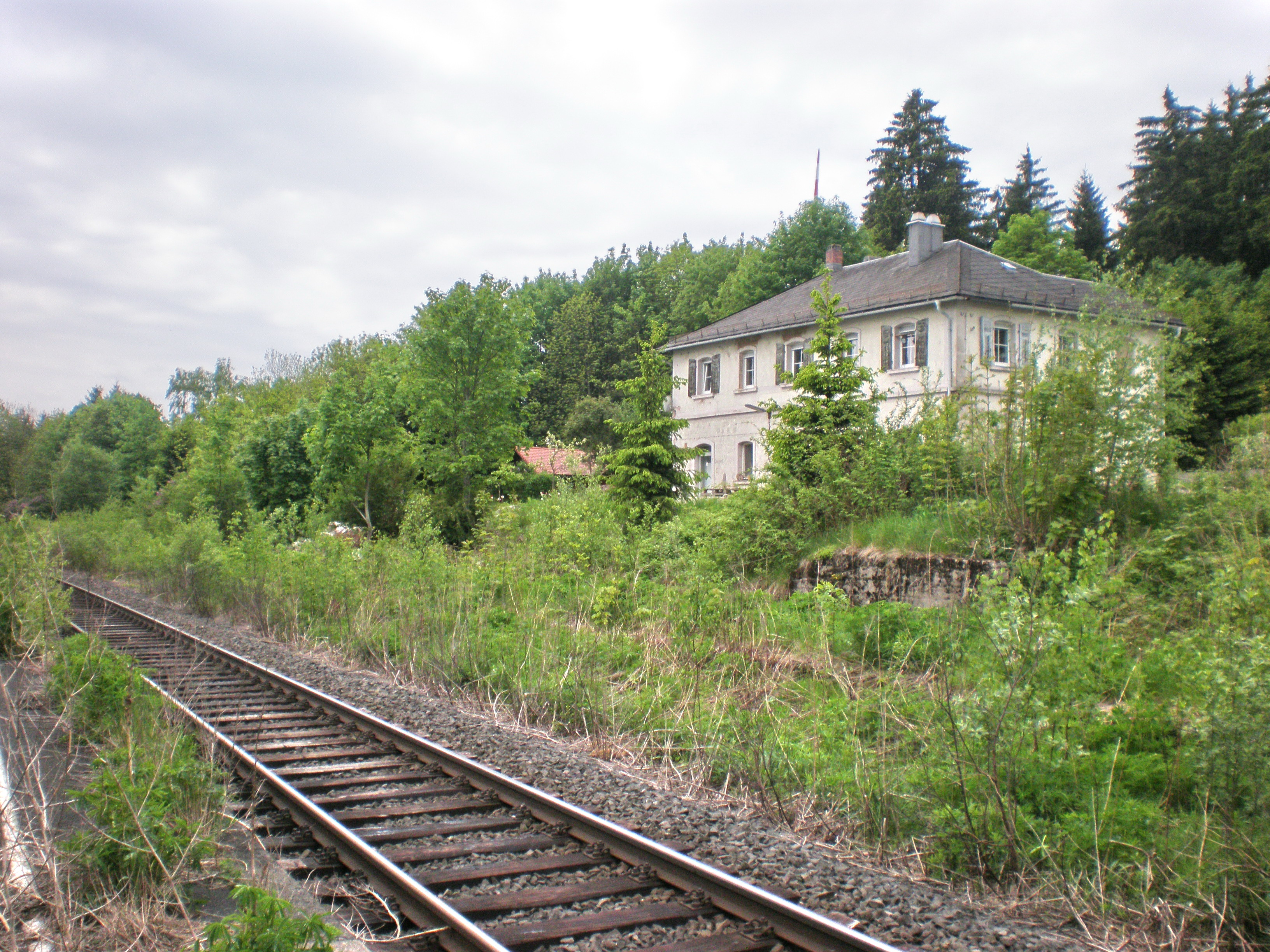
Das Gelände des ehemaligen Bahnhofs Falls

Ab 1955 begann der Stern des „geflügelten Rades“ in Gefrees und Umgebung zu sinken. Die Schließung der Außenstelle des Bahnbetriebswerks in Gefrees war ein erster Schritt zur Stilllegung. Vier Jahre später schloss das Gasthaus zur Eisenbahn in Falls, das seit Beginn des Betriebes als Ausflugsgaststätte und Aufenthaltsraum für die Eisenbahner gedient hatte. Mit der Stilllegung der Bahnstrecke Münchberg–Zell im Jahr 1971 wurde auch in Gefrees die Einstellung des Betriebes befürchtet. Am 30. September 1973 wurde tatsächlich der Personenverkehr eingestellt. Gleichzeitig begann der Abriss der Lokremise in Gefrees und des Bahnhofgebäudes in Streitau. Auch wurde das Gefreeser Gleis in Falls zurückgebaut.

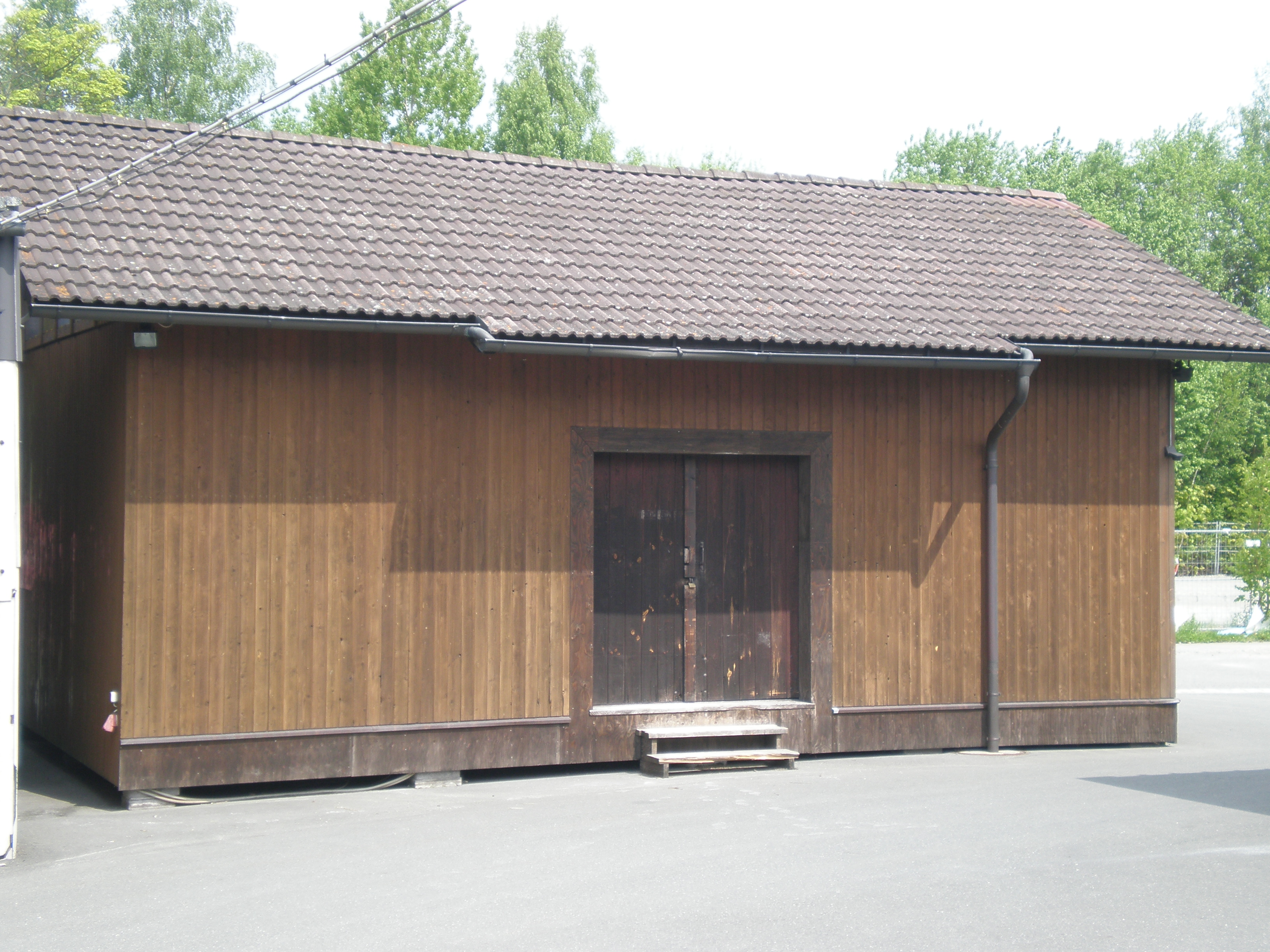
Der einstige Güterschuppen in Gefrees

Aber erst 20 Jahre später kam das endgültige Aus der Lokalbahn: Da auch Güterzüge immer seltener verkehrten, war die Strecke nicht mehr rentabel und so fiel der Entschluss zur Gesamteinstellung des Fahrbetriebes. Dies wurde vom Bundesverkehrsministerium zum 31. Dezember 1993 genehmigt. Im Rahmen der Pfingstdampftage in Neuenmarkt fanden letztmals Personenfahrten auf der Strecke statt, bevor am 12. September 1993 der letzte Zug den Bahnhof Gefrees verließ. Nachdem im Januar 1994 der letzte Güterwaggon in Gefrees abgeholt worden war, begannen im Frühjahr die Gleisrückbauarbeiten. In den folgenden Jahren verschwanden immer mehr die Spuren der einstigen Lokalbahn. Auch in Falls wurde 1998 der Güterverkehr eingestellt und vier Jahre später die Abrissgenehmigung für die Güterhalle erteilt. 
Im April 2003 wurde die Stückgutlagerhalle vom Bahnhofsgelände in Gefrees auf den Ladeplatz der Raiffeisenbank verlegt. Dieser Schuppen, das mittlerweile privat genutzte Stationsgebäude in Falls und der Ölschnitztalviadukt sind die einzigen Überbleibsel der Lokalbahn Falls–Gefrees.

## Streckenbeschreibung

### Verlauf

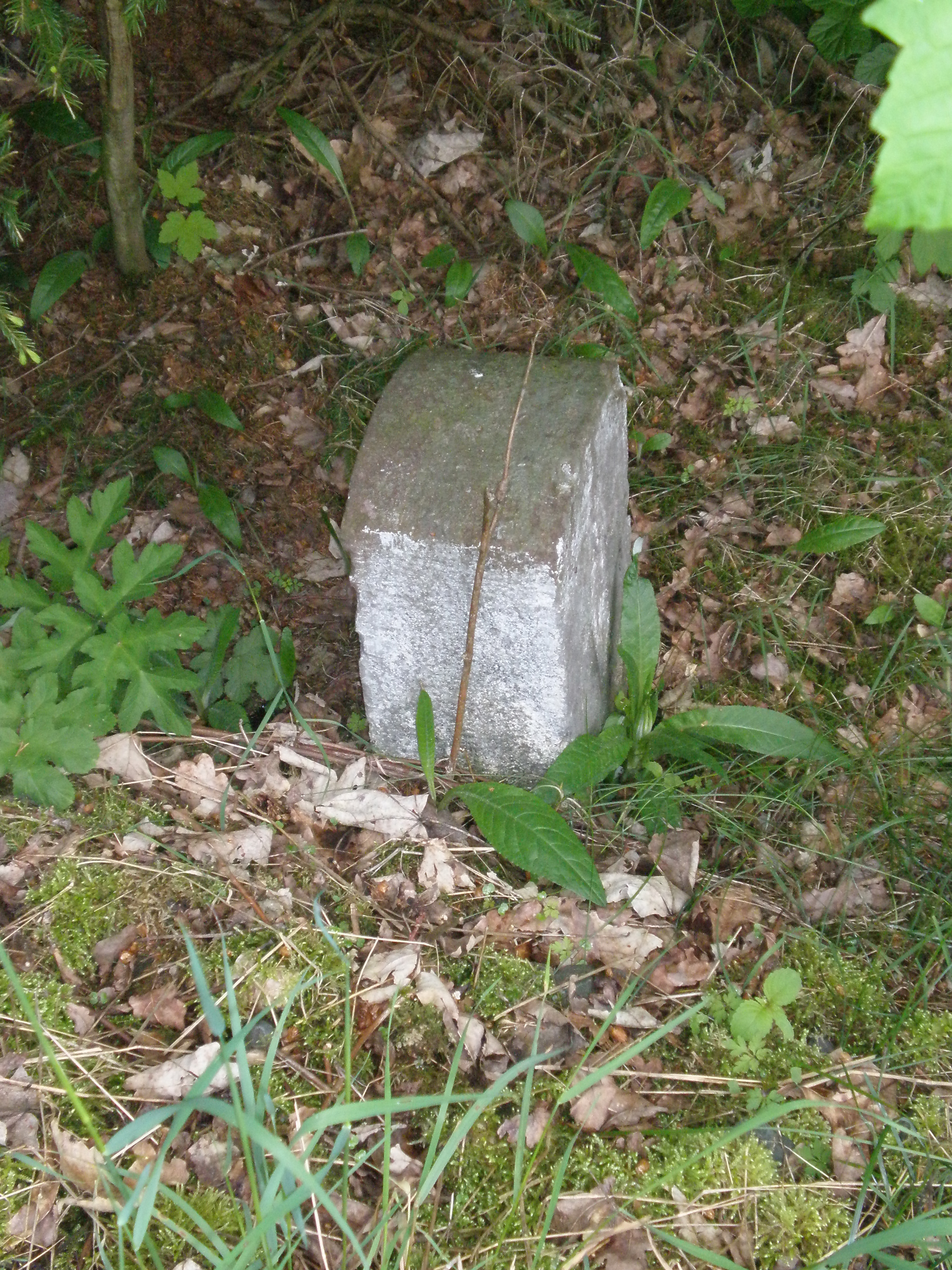
Ein Kilometerstein an der Strecke

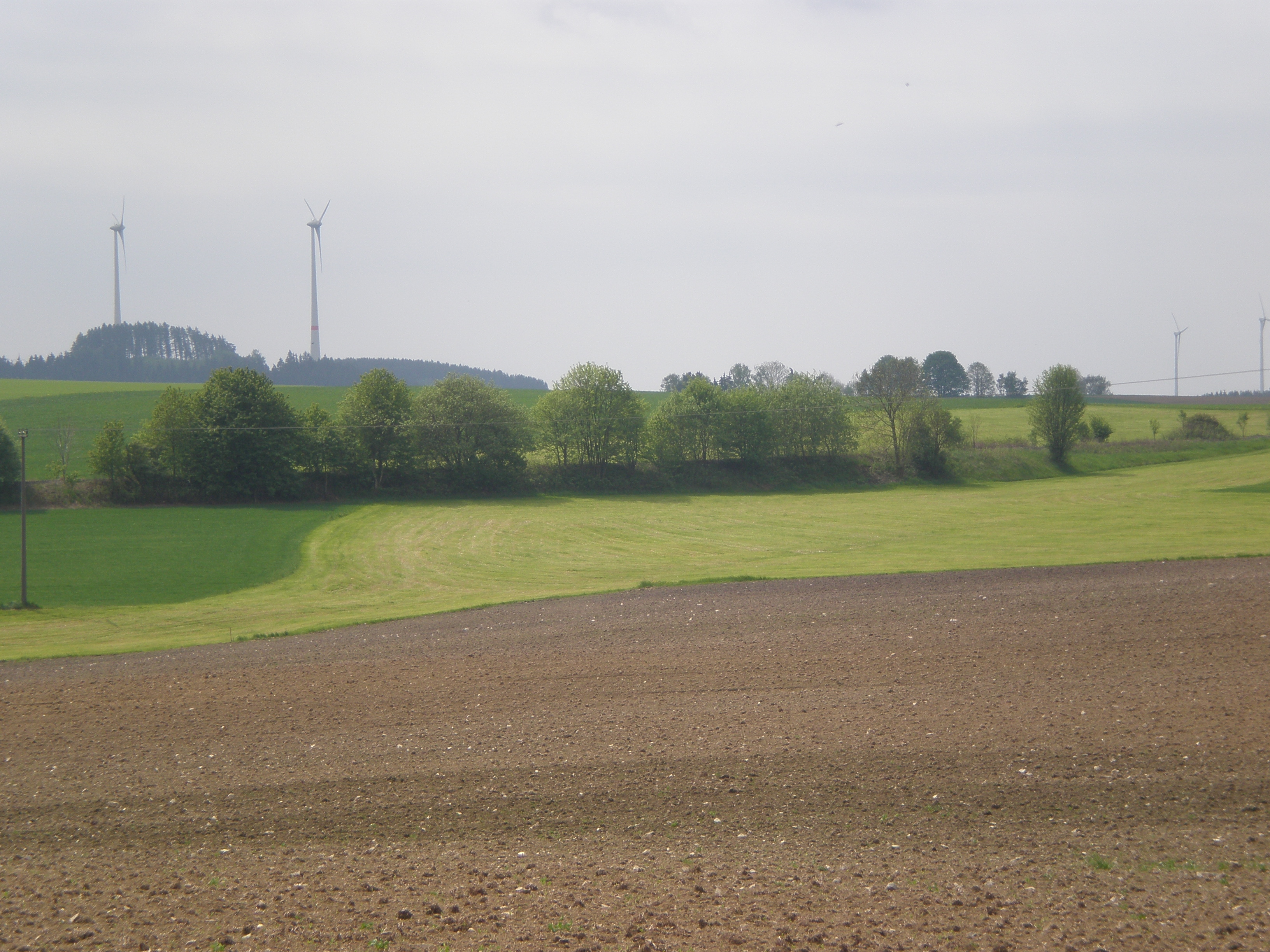
Bahndamm bei Falls

Die Strecke war 5,3 Kilometer lang und überwand Höhenunterschiede von insgesamt 80 Metern. Am Nordrand des Fichtelgebirges zweigte die Lokalbahn im 548 Meter hoch gelegenen Bahnhof Falls in Richtung Nordosten von der Ludwig-Süd-Nord-Bahn ab. Diese verband die Lokalbahn unter anderem mit Hof und über die berühmte Schiefe Ebene mit  Neuenmarkt; die nächsten Bahnhöfe waren Marktschorgast in Richtung Neuenmarkt und Stammbach in Richtung Hof. 
Nach einem zwei Kilometer langen gewundenen Gefälle unterquerte die Strecke am Kilometer 2,3 die A 9. Die Unterführung lag am nördlichen Ende des heutigen Autobahnparkplatzes Streitau. Unmittelbar nach der Autobahn am Streckenkilometer 2,5 befand sich die auf 506 Meter Höhe gelegene Station Streitau. Danach folgte ein weiteres, 1,5 Kilometer langes Gefällstück ins Ölschnitztal auf 482 Meter Höhe, wo die Ölschnitz, ein Nebenfluss des Weißen Mains bei Kilometer 4,2 auf einem kurzen Steinviadukt überquert wurde. Nach einem knapp 1000 Meter langen Anstieg erreichte die Lokalbahn bei Kilometer 5,3 ihren Endpunkt Gefrees auf einer Höhe von 500 Metern über Normalnull. Dort befanden sich mehrere Güterladegleise, ein Lokschuppen und private Anschlussgleise. 
Ein Weiterbau der Lokalbahn nach Weißenstadt und eine Verbindung mit der Bahnstrecke Kirchenlamitz–Weißenstadt war geplant, wurde aber nicht verwirklicht.

### Betriebsstellen
Bahnhof Falls

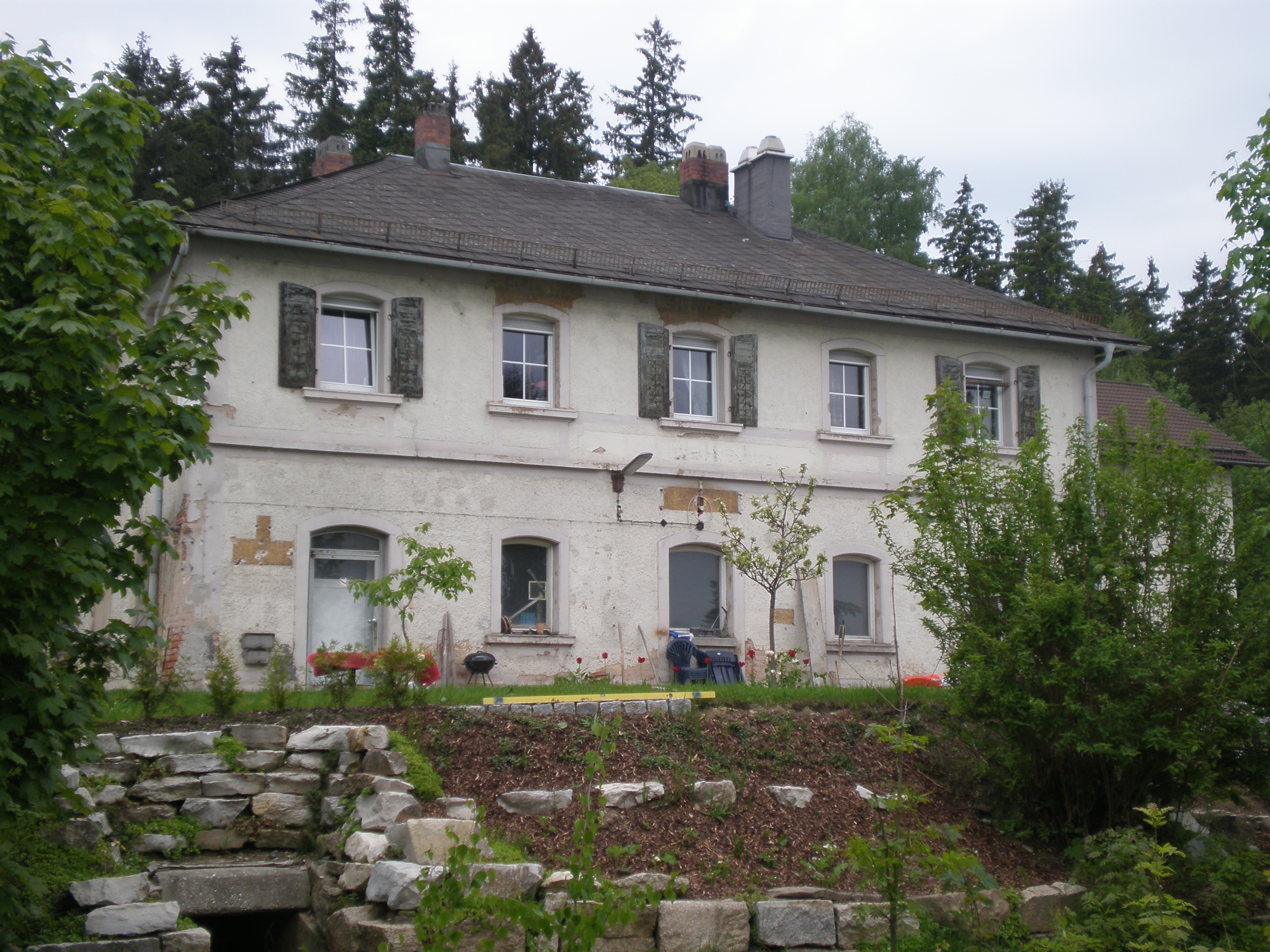
Das Empfangsgebäude in Falls

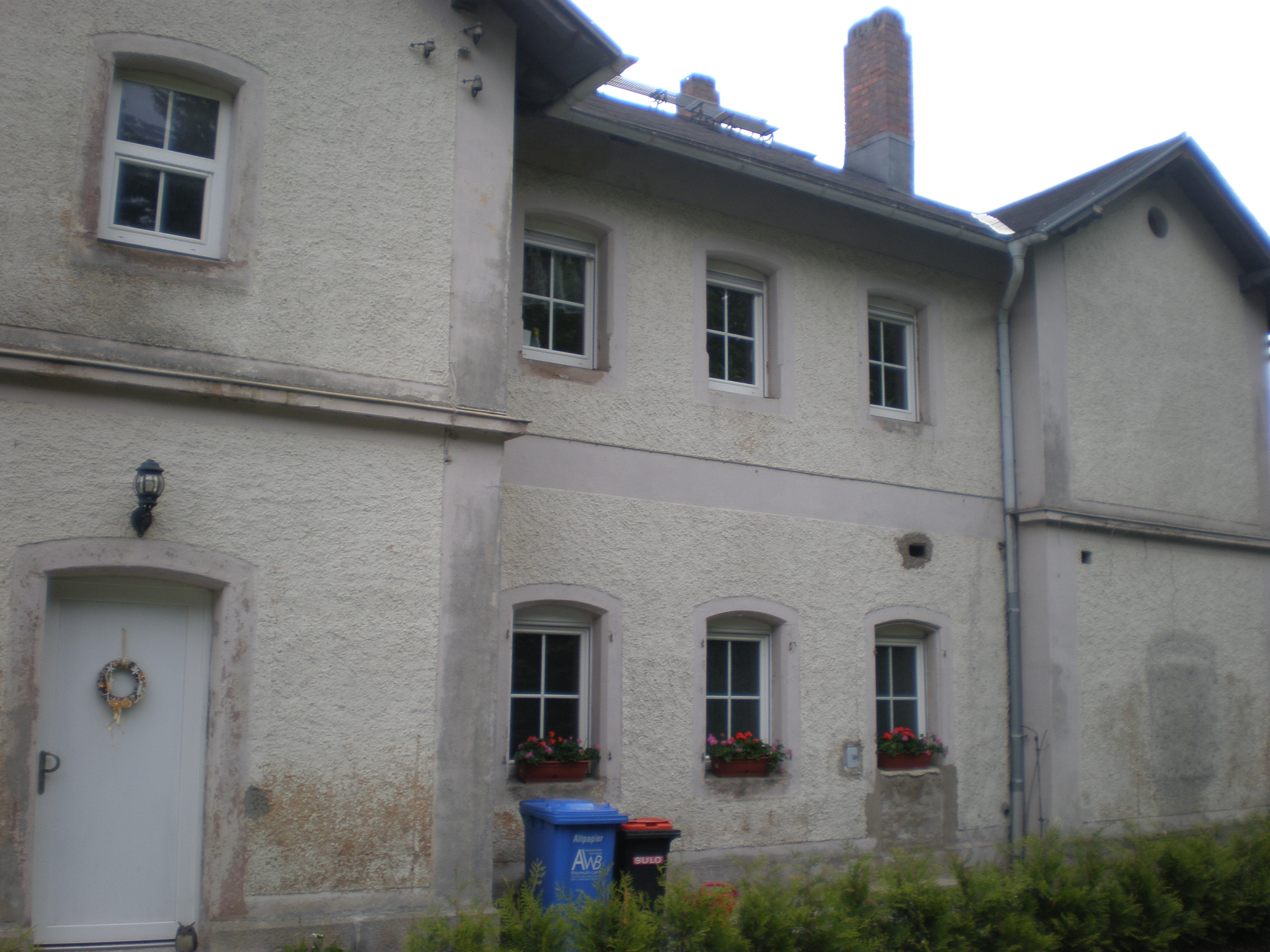
Rückseite des Fallser Empfangsgebäudes. Deutlich erkennbar sind die beiden ursprünglichen Gebäude

Bereits vor dem Bau der Bahnstrecke hatte die Station Falls nur Bedeutung für die Stadt Gefrees, ein nennenswertes Verkehrsbedürfnis in Falls existierte nicht.
Das dortige Bahnhofsgebäude ist das älteste der Strecke Falls–Gefrees. Es entstand vermutlich aus ursprünglich zwei Einzelbauwerken. Diese Zweiteilung des Bahnhofes ist seit einer Fassadensanierung von der Gleisseite aus nicht mehr ersichtlich, doch von der Straßenseite her können noch die beiden Gebäude erkannt werden.
Neben dem eigentlichen Stationsbau sind ein Nebengebäude, das heute als Garage dient, und zwei Bahnwärterhäuschen erhalten geblieben. Die eiserne Fußgängerbrücke, das Stellwerksgebäude, der Güterschuppen mit Getreidesilo und die einst von Hand zu bedienende Schrankenanlage sind verschwunden. Der nach Schließung der Lokalbahn eingerichtete Bedarfshaltepunkt in Falls existiert ebenfalls nicht mehr.
Deckenbahnhof Streitau
In den Jahren 1934 bis 1936 wurde der Abschnitt von Schleiz bis Bad Berneck der heutigen Bundesautobahn 9 gebaut. An der Bahnstrecke Falls–Gefrees wurde unmittelbar westlich deren Kreuzung mit der Autobahntrasse ein Deckenbahnhof angelegt. Bei Kilometer 2,4 zweigte in Richtung Falls das Anschlussgleis nördlich vom Streckengleis ab. Über eine doppelte Kreuzungsweiche wurden zwei Ladegleise erreicht. Das südliche Gleis wies eine Waggonkippanlage auf, dort konnten offene Güterwagen über die Stirnbordwand in einen Bunker entladen und das angelieferte Material über Förderbänder auf Silos verteilt werden. Über das nördliche Gleis wurde Zement, vermutlich sackweise in geschlossenen Güterwagen, angeliefert.
Haltestelle Streitau

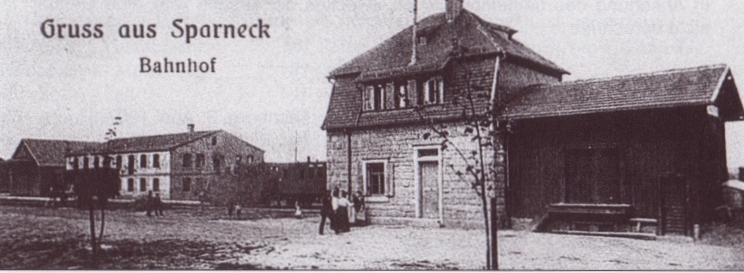
Das mit Streitau baugleiche Bahnhofsgebäude in Sparneck

In Streitau befand sich ein Stationsgebäude mit angebautem Güterschuppen, freistehendem Aborthäuschen und einem Lagerhaus für landwirtschaftliche Erzeugnisse. Das Stationsgebäude wurde bereits in den 1970er Jahren abgerissen. Das Bauwerk glich dem ehemaligen Bahnhof in Weißdorf, der wie die Station Sparneck der Bahnstrecke Münchberg–Zell nach den gleichen Plänen gebaut wurde.
Zur Haltestelle gehörte auch ein privates Anschlussgleis, welches aber schon vor der Betriebseinstellung aufgelassen wurde.
Bahnhof Gefrees

Der Bahnhof in Gefrees

In Gefrees sind sämtliche Spuren der Bahn verschwunden. Mit dem Abriss des Stationsgebäudes, dessen Bauweise mit der des zeitgleich in Zell im Fichtelgebirge errichteten Bahnhofs übereinstimmte, wurde 2003 das Kapitel Bahn endgültig abgeschlossen. Die ehemalige Lokremise, die ebenfalls der im nahen Zell glich, verschwand bereits um das Jahr 1973. Auch die Bekohlungsanlage, das Aborthäuschen und der Güterschuppen gibt es nicht mehr. Nur die ehemalige Stückgutlagerhalle ist auf dem Gelände der Raiffeisenbank erhalten geblieben.

## Lokomotiveinsatz
Die erste planmäßig auf der Strecke eingesetzte Lokomotive gehörte zur Baureihe D XI. Bereits 1907 gab es erste Pläne, den Betrieb auf Motorzüge umzustellen. Vermutlich bis 1930 verkehrten regelmäßig Lokomotiven der Baureihen ML 2/2 und PtL 2/2 („Glaskasten“) auf der Strecke. Ab 1935 waren die Baureihe 98.4-5 eingesetzt, die von Falls her immer mit Tender voran nach Gefrees fuhren. Grund dafür war, dass Lokomotiven immer mit dem Schornstein in Richtung der Steigung fahren sollten. Da der Endbahnhof Gefrees tiefer lag als der Bahnhof Falls, ergab sich diese ungewöhnliche Situation.
In den 1950er Jahren kam auch die Baureihe 98.11 zum Einsatz. 1955 wurde die Strecke als erste im oberfränkischen Raum nur noch von Diesellokomotiven bedient. Die erste war ein Exemplar der Baureihe V 20. Die Betankung der Lokomotive erfolgte anfangs mit einer Handflügelpumpe, der nötige Treibstoff kam aus im Lokschuppen gelagerten Eisenfässern. Während der Wartungsarbeiten sprangen Lokomotiven der Baureihen 98, 64 und Köf III ein. Zwischen 1955 und 1956 wurde neben der V 20 auch eine V 36 eingesetzt. Die letzten Triebfahrzeug-Typen waren ab 1965 die V 60, eine V 45 (V 45 005) und ein nur an Wochenenden verkehrender Schienenbus VT 95, da an diesen Tagen keine Güterwagen mitzunehmen waren. Aufgrund des in den letzten Betriebsjahren stark zurückgegangenen Fahrgastaufkommens reichte zuletzt meist eine „Donnerbüchse“ für den Personenverkehr aus. Da die Dieselloks über keine Heizeinrichtung verfügten, musste mit einem Kohleofen geheizt werden. Ein solcher Wagen existiert noch als Museumswaggon.